# Jadovnik

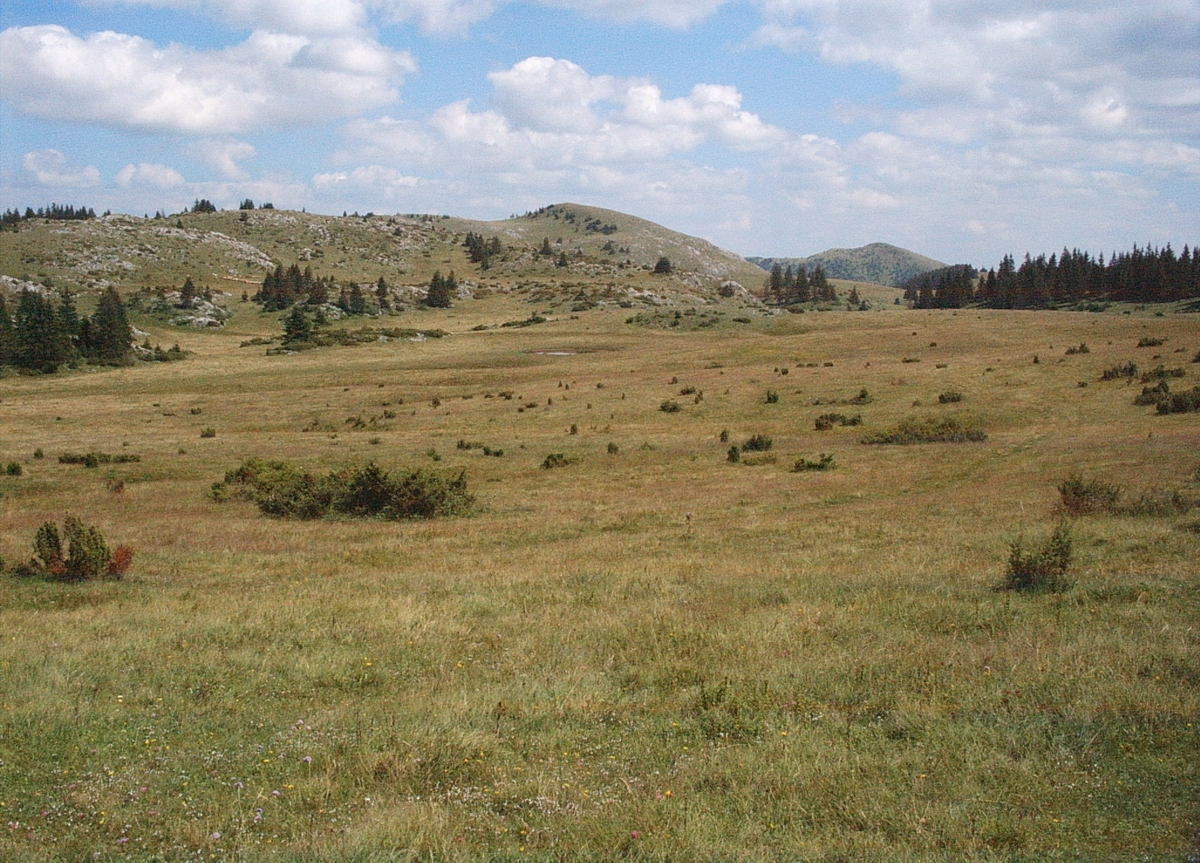
Jadovnik

Jadovnik (serbisch-kyrillisch Јадовник) ist ein Gebirge im südwestlichen Serbien. Das hercynisch ausgerichtete Gebirge ist ca. 25 km lang, sein höchster Berg ist der Katunić mit 1.734 m über dem Meeresspiegel.

## Geografie
Der größte Teil des Jadovnik ist von Wäldern und Wiesen gedeckt. Der obere Teil ist mit Nadelhölzern und der untere Teil mit Mischwald bewachsen. Entlang der südwestlichen Seite des Jadovnik führt die Hauptverbindungsstraße E763 von Prijepolje nach Bijelo Polje in Montenegro parallel zum Fluss Lim. Auf der Hochebene von Jadovnik verstreut befindet sich das Dorf Stranjani, an der westlichen Seite liegt das Dorf Sopotnica. An seiner nördlichen Seite wird das Gebirge von Mileševka-Fluss begrenzt. Durch das Tal der Mileševka führt die alte Verbindungsstraße (Nr. 8) zwischen Prijepolje und Sjenica. Dort liegt das Dorf Milošev Do.

## Tourismus
Hoteltourismus ist auf dem Gebiet des Jadovnik nur gering entwickelt. Sopotnica ist das häufige Ziel der Wanderer und Naturfreunde, insbesondere wegen der Wasserfällen am gleichnamigen Fluss. Auf dem Gebiet des Jadovnik befindet sich das christlich-orthodoxe Kloster Mileševa aus dem 13. Jahrhundert.